# Bettotania maculata
Bettotania maculata är en insektsart som beskrevs av Willemse, C. 1933. Bettotania maculata ingår i släktet Bettotania och familjen gräshoppor. Inga underarter finns listade i Catalogue of Life.